# Балк, Ремко
Ремко Балк (нидерл. Remco Balk; родился 2 марта 2001, Зёйдхорн) — нидерландский футболист, нападающий клуба «Камбюр».

## Карьера
Ремко — уроженец поселения Зёйдхорн в провинции Гронинген. Начинал заниматься футболом в местной команде, в десять лет перешёл в академию «Гронингена». С сезона 2020/21 — игрок основной команды. 25 сентября 2020 года дебютировал в Эредивизи в поединке против «Твенте», выйдя на замену на 65-й минуте вместо Рамона Лундквиста. 4 октября 2020 года, в своём втором матче, Ремко забил первый гол в профессиональной карьере, поразив ворота «Аякса» на 49-й минуте встречи. Гол стал победным, «Гронинген» неожиданно взял верх над лидером нидерландского футбола со счётом 1:0.
Всего за «Гронинген» Ремко сыграл 11 встреч, мяч в ворота «Аякса» так и остался единственным. 20 января 2021 года было объявлено, что Ремко подписал контракт с другим нидерландским клубом — «Утрехтом». Контракт будет действовать до 2025 года. Дебютировал за свой новый клуб игрок 24 января 2021 года поединком против роттердамской «Спарты», выйдя на замену на 81-й минуте вместо Барта Рамселара. Также появлялся на замену и в следующей игре чемпионата, однако затем, за недостатком игровой практики был отправлен играть за «Йонг Утрехт». Летом 2022 года перешёл на правах аренды в «Камбюр».